# Krzysztof Komeda
Krzysztof Trzciński, meglio noto come Krzysztof Komeda (Poznań, 27 aprile 1931 – Varsavia, 23 aprile 1969), è stato un musicista e pianista polacco.
Noto soprattutto per le sue colonne sonore, Komeda ha scritto le colonne sonore per primi film di Roman Polański Il coltello nell'acqua (1962), Cul-de-sac (1966), Per favore, non mordermi sul collo! (1967) e Rosemary's Baby - Nastro rosso a New York (1968). L'album Astigmatic (1965) di Komeda è ampiamente considerato come uno dei più importanti album jazz europei; Il critico britannico Stuart Nicholson descrive l'album come un lavoro che "segnò un passaggio dall'approccio americano dominante con l'emergere di una specifica estetica europea".

## Biografia
Nato Krzysztof Trzciński, scelse Komeda come nome d'arte solo dopo la laurea all'università come mezzo per distanziarsi come musicista dal suo lavoro diurno in una clinica medica.
È cresciuto a Częstochowa e Ostrów Wielkopolski, dove nel 1950 si è diplomato al "liceo (scuola superiore) per ragazzi". Mentre a scuola, ha partecipato al Music and Poetry Club. Dopo il liceo entrò all'Accademia di Medicina di Poznań per studiare medicina. Terminò gli studi di sei anni e ottenne il diploma di medico nel 1956. Scelse di specializzarsi come medico otorinolaringoiatra.
Studiò musica fin dalla prima infanzia; diventare un rinomato virtuoso era il suo sogno. Entrò nel conservatorio di Poznań all'età di otto anni, ma la Seconda guerra mondiale ha contrastato i suoi piani. Komeda esplorò la teoria della musica e imparò a suonare il piano, durante questo periodo e successivamente, fino al 1950; tuttavia, era a conoscenza della perdita degli ultimi sei anni.
Komeda era interessato alla musica leggera. Ha incontrato Witold Kujawski, diplomato nella stessa scuola e già noto bassista swing, presso il ginnasio di Ostrów Wielkopolski. Fu Kujawski che conobbe Komeda-Trzciński con il jazz e lo portò a Cracovia. Il periodo romantico del jazz polacco, chiamato catacombe, ebbe i suoi giorni sotto i riflettori. La pubblicità dei concerti non esisteva allora. Le jam session, a cui hanno partecipato musicisti famosi come Matuszkiewicz, Borowiec, Walasek e Kujawski, hanno avuto luogo nel leggendario piccolo appartamento di Witold a Cracovia.
Alcuni anni dopo, divenne chiaro perché Komeda fosse affascinato dal be-bop eseguito da Andrzej Trzaskowski. Il fascino del jazz e l'amicizia con musicisti famosi hanno rafforzato i suoi legami con la musica, anche se era un medico di professione. Ha lavorato per qualche tempo con la prima band jazz polacca pioniera del dopoguerra, un gruppo chiamato Melomani che era di Cracovia e Łódź, i cui pilastri erano Matuszkiewicz, Trzaskowski e Kujawski.

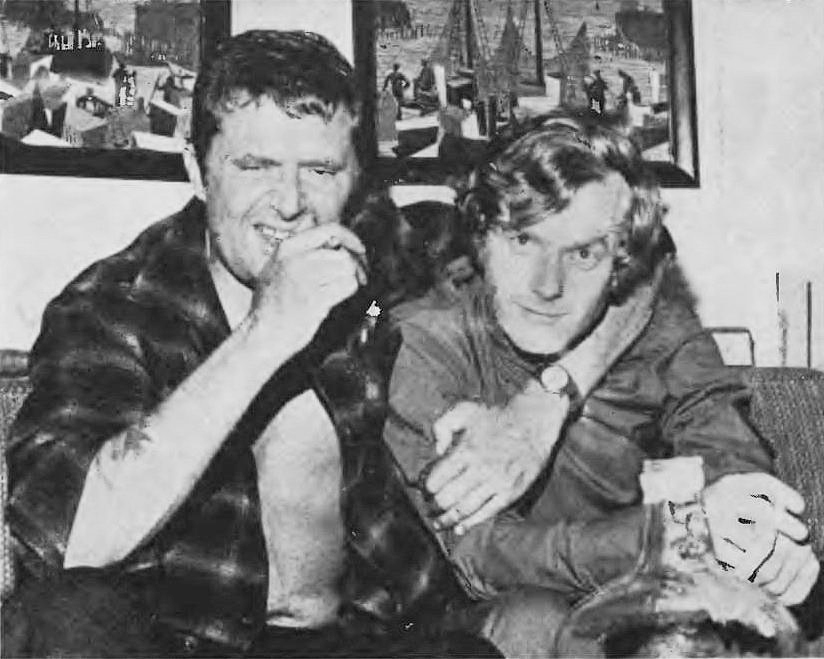
Lo scrittore Marek Hłasko e Krzysztof Komeda

Più tardi, ha suonato con vari gruppi pop di Poznań. Uno di loro, il gruppo di Jerzy Grzewiński, si trasformò presto in una band dixieland. Komeda apparve con Grzewiński al I Jazz Festival di Sopot nell'agosto del 1956, ma ottenne successi esibendosi con il sassofonista Jan Ptaszyn Wróblewski e il vibrafonista Jerzy Milian, perché all'epoca i Dixieland non soddisfacevano le aspettative di Komeda. Era più affascinato dal jazz moderno. Grazie a questa passione, è stato creato il sestetto di Komeda. Krzysztof Trzciński ha usato per la prima volta il nome d'arte "Komeda" quando ha lavorato in una clinica laringologica e ha voluto nascondere il suo interesse per il jazz ai colleghi. Il jazz stava iniziando la sua lotta per la rispettabilità con le autorità comuniste nell'era del "disgelo" e con la società polacca; il jazz era considerato una musica sospettosa a buon mercato dei night club.

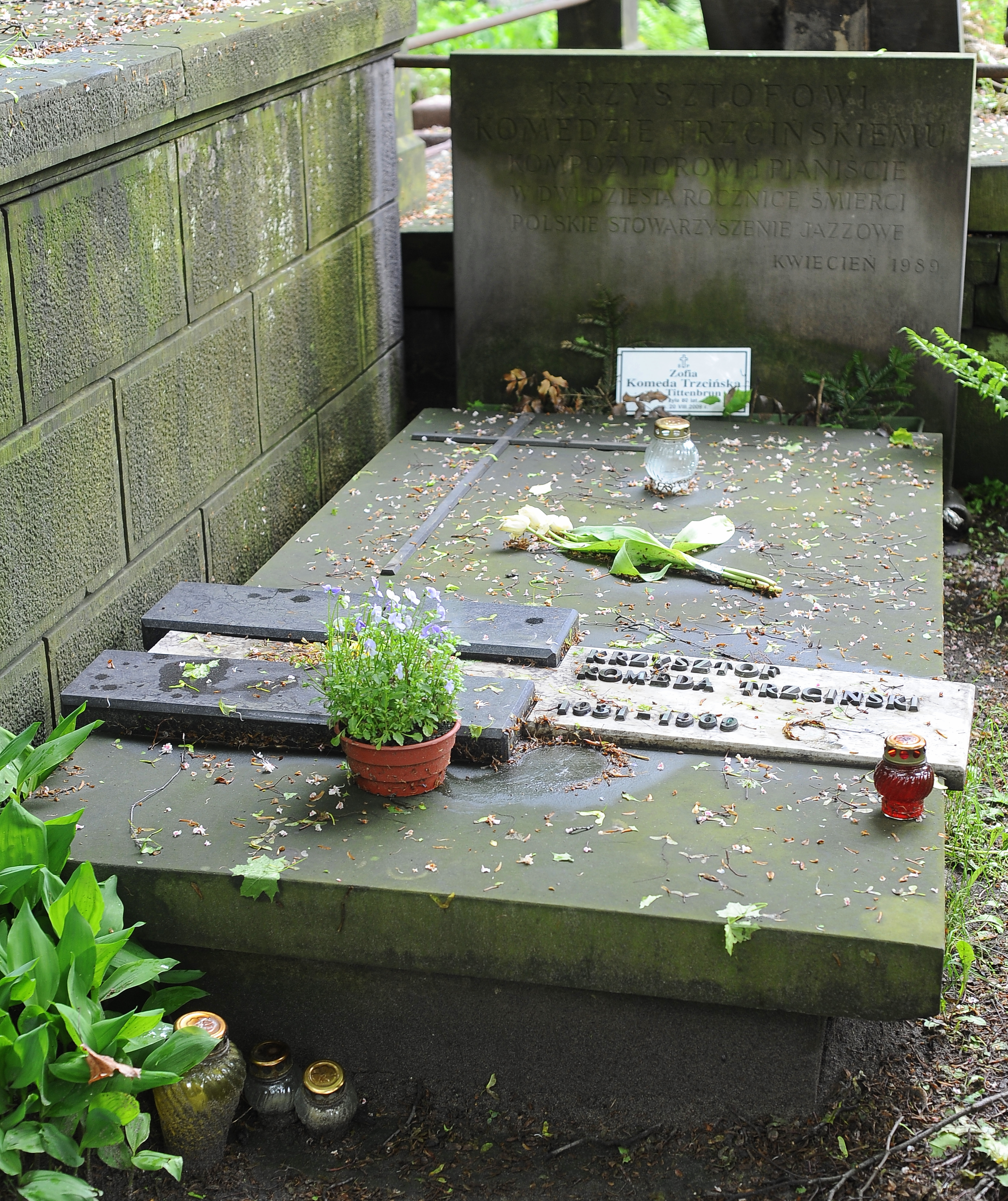
La tomba di Krzysztof Komeda al Cimitero Powązki di Varsavia.

Il sestetto di Komeda divenne il primo gruppo jazz polacco a suonare jazz moderno e le sue esibizioni pionieristiche aprirono la strada al jazz in Polonia. Ha suonato jazz legato alle tradizioni europee e che era la sintesi dei due gruppi più popolari in quel momento: il Modern Jazz Quartet e il Gerry Mulligan Quartet.
Nei tredici anni successivi al I Sopot Jazz Festival, la personalità artistica di Krzysztof Trzciński divenne più matura, cristallizzata e liricamente poetica. Krzysztof era, soprattutto, un poeta in costante ricerca che riusciva a trovare modi di esprimersi individualmente nel jazz, nel lirismo slavo e nelle tradizioni della musica polacca.
Gli anni 1956-1962 videro Komeda con il suo gruppo prendere parte a festival domestici e preparare programmi ambiziosi. Questi furono anche gli anni dei suoi primi successi stranieri a Mosca, Grenoble e Parigi. A quel tempo fu creato uno spettacolo interessante; fu chiamato "Jazz and Poetry" e mostrato in Jazz Jamboree '60, e successivamente nella Filarmonica di Varsavia. È iniziata anche l'avventura di Komeda con la musica per film. Sono stati creati punteggi per i film di Roman Polański come Il coltello nell'acqua (1962), di Andrzej Wajda come Ingenui perversi (1960) e di Janusz Morgenstern Good Bye, Till Tomorrow (sempre del 1960). Questo periodo, che nella biografia artistica di Komeda può essere definito il periodo della crescita e del miglioramento del suo linguaggio musicale, è stato incoronato con "Ballet Études" eseguito su Jazz Jamboree '62. Sebbene la reazione della critica interna agli Études sia stata piuttosto fredda, ha aperto le porte all'Europa per Krzysztof Komeda Trzciński.
Komeda visitò la Scandinavia per la prima volta nella primavera del 1960, e vi ritornò ogni anno da allora in poi. Tutte le sue esibizioni al "Gyllene Cirkeln" (Golden Circle) di Stoccolma e al Montmartre Jazz Club di Copenaghen, dove si sono esibite le celebrità più famose del jazz americano, si sono rivelate un vero successo. Metronome, la casa discografica svedese, ha registrato la sua musica suonata da un quintetto internazionale: Allan Botschinsky (tromba), Jan "Ptaszyn" Wróblewski (sassofono tenore), Krzysztof Komeda (pianoforte), Roman Dyląg (nome d'arte: Gucio; contrabbasso) e Rune Carlsson (percussioni). Il famoso regista danese Hennig Carlsen ha ordinato musica per i suoi film Hvad Med Os e Sult (il film basato sul romanzo di Knut Hamsun Hunger). Komeda ha anche scritto la musica per il film Kattorna di Tom Segerberg e diverse colonne sonore di Polański. Complessivamente Komeda ha scritto più di 70 colonne sonore. Dopo i successi in Scandinavia, arrivarono ulteriori successi: festival jazz a Praga, Blend, Koenigsberg; Toure di Bulgaria e Germania Ovest e Est. Il Quartetto di Komeda (Tomasz Stańko (tromba), Roman Dyląg (basso), Rune Carlsson (percussioni) e Zbigniew Namysłowski (sassofono)) registrato nel maggio 1967 "Meine süße europäische Heimat - Dichtung & Jazz" per la casa discografica Electrola della Germania Ovest. Komeda rimase a Los Angeles nel 1968 dove compose musica per film per Rosemary's Baby di Roman Polański (con una delle sue composizioni più famose, "Rosemary's Lullaby" cantata da Mia Farrow) e The Riot di Kulik.
Nel dicembre 1968, a Los Angeles, Komeda ebbe un tragico incidente che portò a un ematoma cerebrale. Venne spinto in una scarpata dallo scrittore Marek Hłasko durante una festa. Roman Polański ha ricordato nelle sue memorie che in seguito un litigio amichevole con Marek Hłasko, Komeda è caduto e ha riportato ferite alla testa. Le cure mediche nell'ospedale statunitense non gli hanno salvato la vita. Dopo essere stato trasportato a casa in Polonia in coma e in uno stato terminale, è morto quattro giorni prima di compiere 38 anni ed è stato sepolto al Cimitero Powązki di Varsavia. Marek Hłasko morì forse suicida nel giugno dello stesso anno.
Come musicista jazz, ha esercitato un'influenza cruciale sulla creazione di uno stile originale, spesso descritto come la scuola polacca di jazz, che ha successivamente influenzato lo sviluppo della scena jazz polacca dopo la sua morte. Dal 1995, il Komeda Jazz Festival si tiene regolarmente, incluso un Concorso internazionale di compositori. L'obiettivo del concorso è promuovere giovani artisti.

## Discografia

### Album
- 1956 I Sopot Jazz Festival
- 1962 Crazy Girl
- 1963 Etiudy Baletowe "Ballet Etudes"
- 1964 Jazz Jamboree'64 vol. 2
- 1966 Astigmatic
- 1966 Le Depart
- 1966 Meine süsse europaische Heimat
- 1966 Cul-De-Sac
- 1968 Rosemary's Baby
- 1968 The Riot

### Colonne sonore
- Arrivederci domani (Do widzenia, do jutra...), regia di Janusz Morgenstern (1960)
- Ingenui perversi (Niewinni czarodzieje), regia di Andrzej Wajda (1960)
- Szklana góra, regia di Pawel Komorowski (1960)
- Wyrok, regia di Jerzy Passendorfer (1962)
- Il coltello nell'acqua (Nóz w wodzie), regia di Roman Polański (1962)
- Jutro premiera, regia di Janusz Morgenstern (1962)
- Mój stary, regia di Janusz Nasfeter (1962)
- Smarkula, regia di Leonard Buczkowski (1963)
- Zbrodniarz i panna, regia di Janusz Nasfeter (1963)
- Hvad med os?, regia di Henning Carlsen (1963)
- Ubranie prawie nowe, regia di Wlodzimierz Haupe (1964)
- Le più belle truffe del mondo (Les plus belles escroqueries du monde), regia di Claude Chabrol, Jean-Luc Godard, Ugo Gregoretti, Hiromichi Horikawa e Roman Polański (1964) - episodio La collana di diamanti
- Prawo i piesc, regia di Jerzy Hoffman, Edward Skórzewski (1964)
- Przerwany lot, regia di Leonard Buczkowski (1964)
- Kattorna, regia di Henning Carlsen (1965)
- Pingwin, regia di Jerzy Stefan Stawinski (1965)
- Wieczór przedswiateczny, regia di Helena Amiradzibi-Stawinska, Jerzy Stefan Stawinski (1966)
- Niekochana, regia di Janusz Nasfeter (1966)
- Fame (Sult), regia di Henning Carlsen (1966)
- Cul-de-sac, regia di Roman Polański (1966)
- Barriera (Bariera), regia di Jerzy Skolimowski (1966)
- Il vergine (Le départ), regia di Jerzy Skolimowski (1967)
- Per favore, non mordermi sul collo! (The Fearless Vampire Killers), regia di Roman Polański (1967)
- Quando due corpi si incontrano una dolce musica... (Människor möts och ljuv musik uppstår i hjärtat), regia di Henning Carlsen (1967)
- Rosemary's Baby - Nastro rosso a New York (Rosemary's Baby), regia di Roman Polański (1968)
- La rivolta (Riot), regia di Buzz Kulik (1969)